# 20532 Benbilby
20532 Benbilby este un asteroid din centura principală de asteroizi.

## Descriere
20532 Benbilby este un asteroid din centura principală de asteroizi. A fost descoperit pe 7 septembrie 1999 la Socorro, New Mexico, în cadrul proiectului LINEAR. Asteroidul prezintă o orbită caracterizată de o semiaxă mare de 2,54 ua, o excentricitate de 0,10 și o înclinație de 3,7° în raport cu ecliptica.